# اینشتین (ترانه)
« انیشتین» ترانه‌ای از هنرمند اهل ایالات متحده آمریکا کلی کلارکسون است. این ترانه در آلبوم قوی‌تر (آلبوم کلی کلارکسون) قرار داشت.